# Jalban
Les Jalban ou Jalbane sont le groupe ethnique des Noirs d'Égypte descendants d'esclaves d'origine subsaharienne affranchis. Ces derniers, déportés en Égypte, sont originaires du Soudan (bilad as-Sudan),, et du pays des Zanj (ard al-Zanj, ou bilad al Zanj).

## Étymologie
La racine linguistique arabe triconsonantique j-l-b a des significations et des connotations diverses. Selon les lexicographes arabes classiques, al-jalb est synonyme d'al-Jazb, qui signifie tirer ou attirer. Cela peut également signifier déplacer quelque chose d'un endroit à un autre si l'on considère son inflexion grammaticale et sa transitivité comme dans jalabahu, yajlibuhu ou yajlubuhu jalaban ou jalban. Ainsi dans ce contexte, l'étymologie du mot « Jalban » pourrait être liée au phénomène de déplacement ou de déportation, et signifier les « déplacés, les déportés ».

## Histoire
Les Jalban furent importés en Égypte durant les traites négrières depuis diverses régions d'Afrique subsaharienne, notamment l'Afrique centrale, l'Afrique de l'Ouest et le sud-Est du continent.
Durant l'Égypte ottomane, les Jalban ont notamment été utilisés en tant que mercenaires par leurs maîtres mamelouks (milice formée d'esclaves affranchis) dans diverses guerres et combattirent, entre autres, au côté de pirates (korsans) et de mercenaires syriens, maures, arabes et bédouins,.
Ceux qui étaient castrés, les eunuques, étaient appelés المخصيين (makhsiin ou makhsiun), au singulier مخصي (makhsi).
Les Jalban mamlouks ont eu un rôle dans les conditions internes et affaires domestiques de l'État mamelouk.
Selon l'écrivain Ibn Iyas, selon les mots du sultan Kaitby (1467-1496), les Jalban avaient menacé le sultan de mutinerie s'ils n'étaient pas mieux payés. Ibn Ilyas avance en effet que Kaitby avait confié qu'Ibn Osman (Bayezid) n'avait pas renoncé à combattre l'armée égyptienne, que les conditions à Alep s'étaient détériorées, et que les marchands avaient empêché l'Égypte d'obtenir différentes sortes de marchandises dont elle avait l'habitude de se procurer, à la suite de quoi les Jalban mamlouks (soldats) voulaient plus de salaires et que s'ils ne le leur étaient pas accordés, ils saccageraient Le Caire, pilleraient les maisons et les brûleraient, et que si les soldats revenaient après s'être battus avec les Ottomans, ils ne reprendraient pas le combat tant qu'un salaire considérable aurait été dépensé pour les payer et que leur payeur aurait juré que les trésors n'étaient pas à court d'argent. Ces paroles de Kaitby indiquent que l'économie mamelouke avait eu des difficultés et problèmes à cette période de l'histoire.
D'après l'historien israélien orientaliste Gabriel Baer, dans l'Égypte du XIXe siècle, alors que les femmes circassiennes étaient principalement gardées dans les harems des riches turcs, les concubines des Égyptiens de la "classe moyenne" étaient généralement des Abyssiniennes, tandis que les esclaves noirs, hommes et femmes, étaient utilisés pour le service domestique par presque toutes les couches de la société égyptienne. Outre le service domestique, les esclaves noirs étaient utilisés comme soldats par les souverains égyptiens et, contrairement à l'hypothèse la plus répandue, comme ouvriers agricoles dans les fermes de la famille Muḥammad Alī et ailleurs en Haute-Égypte, et pendant les périodes de prospérité et de pénurie de main-d'œuvre également en Basse-Égypte. Vraisemblablement, il y avait au moins 30 000 esclaves en Égypte à différentes époques du XIXe siècle, et probablement beaucoup plus.
La grande majorité des esclaves étaient des Nubiens. Ces derniers n'avaient généralement pas de vêtements et étaient à peine vêtus lorsqu'ils étaient exposés à la vente. Les Abyssins atteignaient le prix le plus élevé et leur valeur monétaire dépendait de leurs attraits personnels.
L'Égypte eut un attrait pour les eunuques noirs au dixième siècle. Certes, ils ont pu largement satisfaire ce caprice en commerçant avec les territoires au sud du pays. Un traité de 651 ap. J.-C. obligeait les Nubiens à livrer 360 esclaves par an à l'Égypte. Il y avait des conventions islamiques avec d'autres peuples conquis en Afrique du Nord. Beaucoup de ceux qui sont partis vers le nord du Soudan subsaharien prenaient avec eux des esclaves noirs, qu'ils avaient l'habitude de vendre lorsqu'ils arrivaient à leur destination.
L'enthousiasme pour les esclaves noirs n'avait rien d'un intérêt prioritaire pour les musulmans, il ne s'agissait pas d'un intérêt qui leur était exclusif : ils étaient également populaires comme esclaves à Java et à l'île de la Réunion, et en Inde au Moyen Âge. Même les Chinois semblent avoir apprécié les esclaves de l'Afrique orientale, un désir vraisemblablement satisfait par les marchands musulmans de Canton.
Le nombre de personnes impliquées dans le commerce transsaharien est difficile à estimer. En 1275, dix mille natifs de la région du Haut-Niger auraient été vendus en Égypte "après une campagne militaire". Les principaux acheteurs auraient été les soldats esclaves, les Mamlouks, qui ont pris le pouvoir en Égypte en 1250 et qui, au XIVe siècle, dominent le Proche-Orient. Un site égyptien a prétendu que Mansa Moussa, le plus remarquable sultan de l'empire nigéro-malien, avait vendu des esclaves au cours de la guerre de Sécession. Il aurait vendu, lors de son pèlerinage à la Mecque en 1324, quatre- adolescents mille femmes esclaves au Caire afin de couvrir ses frais de voyage. L'exagération des statistiques dans toutes les sociétés avant le vingtième siècle, de la taille des armées aux morts au combat, est notoire, pourtant, entre 5 000 et 20 000 esclaves ont pu être transportés vers le nord annuellement au nord de la région du Niger vers les harems, les casernes, les cuisines ou les fermes de la Méditerranée et du Proche-Orient musulman, et pas seulement vers l'Afrique du Nord, mais aussi la Sicile, la Sardaigne, Gênes, Venise, et même certaines parties de l'Espagne chrétienne.
Ce commerce transsaharien, entre l'Afrique de l'Ouest et l'Afrique du Nord, a probablement commencé, sous une forme ou une autre, dès le début des années 1000, époque où le désert était traversé par des bœufs et des charrettes tirées par des chevaux. Ce commerce a été encouragé par les Carthaginois et les Romains. Après l'introduction du chameau, l'élément essentiel des communications en Afrique jusqu'à l'apparition des véhicules à moteur dans les années 1920, a encore plus prospéré. 
La route la plus importante à l'époque romaine était celle qui menait à Murzuk, la capitale du Fezzan, dans ce qui est aujourd'hui le sud de la Libye. Elle reliait la Tripolitaine et l'Egypte avec les villes situées dans le coude central du Niger. Il y avait, cependant, même dans l'Antiquité, d'autres routes vers la Méditerranée. Avec la chute de Rome, ce commerce, tel qu'il était, s'est évaporé. Mais il renaît lorsque, en 533-35, Byzance reconquiert l'Afrique du Nord. Il est probable que quelques esclaves étaient toujours amenés le long de ces routes, y compris à l'époque classique.

## Réputation
Aux yeux des sultans, les Jalban avaient la réputation d'être emprunts de vanité, à l'image des Qarānaṣa (pirates).

## Fin de l'esclavage
Les mesures officielles prises contre le commerce des esclaves ont été parmi les causes importantes de la disparition définitive de l'esclavage en Egypte. Il s'agit, entre autres, de la nomination d'étrangers, principalement britanniques, comme gouverneurs du Soudan et commandants de missions spéciales pour supprimer la traite ; de deux conventions anglo-égyptiennes, de 1877 et de 1895, pour la suppression de l'esclavage ; et, à partir de 1877, de la création de bureaux et plus tard d'un service spécial pour la lutte contre la traite et pour la manumission des esclaves. Toutefois, sans l'évolution interne de la société égyptienne, ces mesures n'auraient jamais pu aboutir, comme en témoignent les obstacles considérables qu'elles ont rencontrés et leur inefficacité pendant longtemps. Au cours des deux dernières décennies du XIXe siècle, la plupart de ces obstacles ont disparu. Outre la révolution mahdiste et la reconquête du Soudan, le changement le plus important a été l'émergence d'un marché du travail libre à la suite d'une urbanisation accélérée et de l'effondrement du système des guildes. Dans le même temps, une petite mais importante partie des Égyptiens avait changé d'attitude à l'égard de l'esclavage à la suite de leurs contacts culturels avec l'Europe.